# Gumpertsreuth
Gumpertsreuth ist ein Gemeindeteil der Gemeinde Gattendorf im Landkreis Hof (Oberfranken, Bayern). Gumpertsreuth liegt in der Gemarkung Haidt.

## Geografie
Das Dorf liegt auf freier Flur zwischen dem Hohen Bühl (585 m ü. NHN) im Südwesten und dem Geißbühl (590 m ü. NHN) im Südosten. Im Norden verläuft die Bundesautobahn 93, die zu beiden Seiten mit Photovoltaikanlagen gesäumt ist. Die Staatsstraße 2452 führen nach Gewerbepark Hochfranken zur Bundesstraße 173 (1,1 km nordwestlich) bzw. an Neuenreuth vorbei nach Neugattendorf (3 km südöstlich).

## Geschichte
Das Bestimmungswort des Ortsnamens ist der Personenname Gumprecht. 1378 gehörte der Ort der Familie Vasmann zu Wiedersberg. Die Herren von Feilitzsch, von Reitzenstein und von Wildenstein erwarben von diesen Gumpertsreuth. Nach lang andauernden Grenzstreitigkeiten gelangte der Ort 1524 endgültig an die Markgraftum Brandenburg-Kulmbach. Gumpertsreuth bestand zu dieser Zeit aus einem Vorwerk und fünf Mannschaften. Seit 1594 gehörte den Herren von Waldenfels das Rittergut. Gegen Ende des 18. Jahrhunderts bestand Gumpertsreuth aus 13 Anwesen. Die Hochgerichtsbarkeit hatte das bayreuthische Stadtvogteiamt Hof. Grundherr über sämtliche Anwesen waren unverändert die Waldenfelser.
Von 1797 bis 1810 unterstand Gumpertsreuth dem Justiz- und Kammeramt Hof. Infolge des Ersten Gemeindeedikts wurde Gumpertsreuth dem 1812 gebildeten Steuerdistrikt Trogen und der zugleich entstandenen Ruralgemeinde Haidt zugewiesen. Im Zuge der Gebietsreform in Bayern wurde Gumpertsreuth am 1. Mai 1978 nach Gattendorf eingemeindet.

### Baudenkmäler
- Haus Nr. 1: Rittergut mit Stallgebäude[9]
- Kirchberg 6: 	Mausoleum derer von Waldenfels[9]

### Einwohnerentwicklung
| Jahr      | 1799  | 1819  | 1861   | 1871   | 1885   | 1900   | 1925   | 1950   | 1961   | 1970   | 1987   | 2015  |
| Einwohner | 84    | 94    | 153    | 173    | 171    | 169    | 126    | 168    | 154    | 99     | 60     | 56    |
| Häuser    | 13    |       |        |        | 19     | 20     | 19     | 14     | 21     |        | 21     |       |
| Quelle    | [ 6 ] | [ 7 ] | [ 11 ] | [ 12 ] | [ 13 ] | [ 14 ] | [ 15 ] | [ 16 ] | [ 17 ] | [ 18 ] | [ 19 ] | [ 1 ] |

## Religion
Gumpertsreuth ist seit der Reformation evangelisch-lutherisch geprägt und bis heute nach Gumpertsreuth gepfarrt.